# Pelée-type eruptie

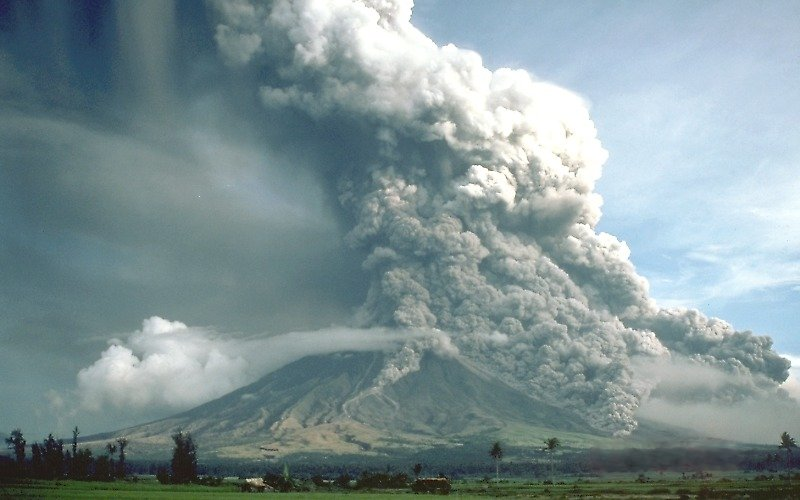
Pyroclastische stromen op de Mayon vulkaan, Filipijnen.

Een Pelée-uitbarsting of Peléaanse uitbarsting is een type vulkaanuitbarsting, genoemd naar de vulkaan Mont Pelée op Martinique, een van de Kleine Antillen in de Caribische Zee. Peléaanse uitbarstingen hebben tussenpozen van tientallen jaren. Ze worden gekenmerkt door uitstoot van hete gloedwolken (nuées ardentes) en het ontstaan van lavakoepels.
Voor de feitelijke uitbarsting wordt vaak een aswolk uitgestoten, die als waarschuwing kan gelden dat een uitbarsting gaat plaatsvinden. Vanwege de gloedwolken of nuées ardentes is dit type uitbarsting zeer gevaarlijk en vernietigend. De gloedwolk beweegt met een snelheid van meer dan 100 m/s van de vulkaan af en vernietigt alles wat op zijn pad komt. Een voorbeeld is de gloedwolk bij de uitbarsting van de Mont Pelée in 1902, die door het stadje Saint-Pierre raasde, waardoor vrijwel de gehele bevolking omkwam.